# Jan Ziobro
Jan Ziobro (Rabka-Zdrój, 24 giugno 1991) è un ex saltatore con gli sci polacco.

## Biografia
In Coppa del Mondo ha esordito il 27 novembre 2011 a Kuusamo (46°) ed ha ottenuto l'unica vittoria, nonché primo podio, il 21 dicembre 2013 a Engelberg.
Ha esordito ai Giochi olimpici invernali a Soči 2014, dove è stato 13º nel trampolino normale, 15º nel trampolino lungo e 4º nella gara a squadre, ai Mondiali di volo a Harrachov 2014 (27º nell'individuale) e ai Campionati mondiali a Falun 2015, dove ha vinto la medaglia di bronzo nelle gare a squadre dal trampolino lungo e si è classificato 8º nel trampolino normale.

## Palmarès

### Mondiali
- 1 medaglia:
  - 1 bronzo (gare a squadre dal trampolino lungo a Falun 2015)

### Coppa del Mondo
- Miglior piazzamento in classifica generale: 25º nel 2014
- 2 podi (individuali):
  - 1 vittoria
  - 1 terzo posto

#### Coppa del Mondo - vittorie
| Data             | Località  | Nazione  | Trampolino                 |
| ---------------- | --------- | -------- | -------------------------- |
| 21 dicembre 2013 | Engelberg | Svizzera | Gross-Titlis-Schanze HS137 |